# Афанасьев, Сергей Юрьевич
Серге́й Ю́рьевич Афана́сьев (род. 5 марта 1986) — российский футболист, нападающий.
Бо́льшую часть карьеры провёл в любительских клубах Санкт-Петербурга — СДЮШОР «Зенит» (2004—2005), «Звёздный» (2006), «Кукарача» (2006), «Торпедо-Питер» (2006), «Сварог СМУ-303» (2007, 2010), «Русфан» (2011, 2012). В 2008 году в составе клуба четвёртого по силе дивизиона Финляндии «Култсу» Йоутсено забил 17 голов в 19 матчах. В следующем году, поднявшись с клубом на дивизион выше, в девяти играх забил два гола. В чемпионате Эстонии 2010 года провёл 12 игр за «Лоотус» Кохтла-Ярве. В 2012 году забил 16 голов за финский ПЕПО Лаппеенранта.